# Вяли, Вольдемар
Вольдема́р Вя́ли (эст. Voldemar Väli; 10 января 1903, Аренсбург, Лифляндская губерния — 13 апреля 1997, Стокгольм) — эстонский борец классического стиля, олимпийский чемпион.
На летних Олимпийских играх 1928 года Вяли завоевал золото в полулёгком весе, на олимпиаде 1936 года — бронзовую медаль.
В 1942 году эмигрировал в Швецию, где сначала работал слесарем, а затем открыл вместе с женой фабрику кукол.